# Arnaldo Carrilho
Arnaldo Carrilho (* 10. Juni 1937 in Rio de Janeiro; † 27. Juni 2013) war ein brasilianischer Cineast und Diplomat.

## Leben
Carrilho war der Sohn von Margarida da Fonseca Moura Carrilho und Eymard Dantas Carrilho. Er war mit Maria Helena Torres Batista verheiratet, ihre Söhne sind Bruno, Pedro und Lauro.

## Cineast
Im Jahr 1961 traf Carrilho Arnaldo Jabor am Strand von Lauro de Freitas beim Filmdreh zu Barravento. Im Jahr 1962 absolvierte er den Curso Preparatório à Carreira Diplomática. Am 7. November selben Jahres wurde er zum Gesandtschaftssekretär dritter Klasse ernannt und der Divisâo Cultural zugewiesen, wo er sich dem Cinema Novo widmete. Er war Mitglied der Kommission, welche die Filme für die internationalen Filmfeste in den Jahren 1962 bis 1964 aussuchte. Ebenso war er für Filmkooperationsvereinbarungen mit Spanien, Frankreich, Italien und der Bundesrepublik Deutschland zuständig. Nach der Operação Brother Sam hatte er in Rom eine Exequatur als Konsul und fungierte im Jahr 1965 als Produzent von Arnaldo Jabors Dokumentarfilm O Circo. Im Jahr 1969 traf er während der Internationalen Filmfestspiele von Venedig Glauber Rocha. Dieser teilte ihm seine Einschätzung des Folterregimes nach der Entführung von Charles Burke Elbrick mit und schrieb die Attraktivität von Carlos Marighella dessen grüner Iris zu. Im März 2001 wurde er Leiter von RioFilme. In den Jahren von 2001 bis 2003 war er Koordinator der Mission von Arne Sucksdorff in Brasilien. Im Jahr 2003 produzierte er Glauber o Filme, Labirinto do Brasil. Er veröffentlichte in Jornal do Brasil und Folha de S. Paulo.

## Diplomat
Er diente 47 Jahre im auswärtigen Dienst, davon 37 außerhalb von Brasilien, zwölf in der islamischen Welt, zehn in Asien. In den Auslandsvertretungen in Dschidda, Berlin, Bissau, Praia und Pjöngjang war er der erste Leiter in Botschafterrang. Im Jahr 1965 war er Gesandtschaftssekretär dritter Klasse in Algier und wurde mit der Medalha Lauro Müller ausgezeichnet. Im Jahr 1967 war er Gesandtschaftssekretär zweiter Klasse in Warschau. Im Jahr 1972 nahm ihn Fernando Bernabé Agüero Rocha in den Orden Nacional Miguel Larreynaga auf und er leitete die Umgestaltung des historischen Itamaraty-Palastes in Rio de Janeiro zur Außenstelle. Im Jahr 1973 war er Geschäftsträger in Dschidda sowie Berlin, wurde mit der Medalha do Mérito Santos-Dumont ausgezeichnet und am 1. Januar 1973 zum Gesandtschaftssekretär erster Klasse ernannt. Im Jahr 1974 war er Gesandtschaftssekretär erster Klasse am Konsulat in Santa Cruz de la Sierra, Bolivien und leitete die Abteilung Denkmalschutz und einen Erweiterungsbau für das Itamaraty. Am 16. April 1975 wurde er zum Gesandtschaftsrat ernannt.
Die Unabhängigkeit Guinea-Bissaus wurde am 24. September 1973 proklamiert, am 5. Juli 1975 wurde Kap Verde von der Regierung in Lissabon unabhängig. Carrilho verhandelte mit den jeweiligen Regierungen die Aufnahme diplomatischer Beziehungen mit der Regierung von Ernesto Geisel.
Im Jahr 1976 war er Geschäftsträger beim Heiligen Stuhl und beim souveränen Malteserorden, wo er am 1. Januar 1976 in Anerkennung seiner Leistung zum Gesandtschaftsrat ernannt wurde. Im Jahr 1979 legte er im Rahmen des Curso de Alto Estudios die Studie: O Vaticano e a Igreja pós-conciliar no Brasil - Libertação Humana e Segurança Nacional vor.
Im Jahr 1979 wurde er Gesandtschaftsrat in Rabat, wo er in den Jahren 1980 und 1981 Geschäftsträger war sowie im Jahr 1981 die brasilianische Delegation bei der 15. Sitzungsperiode des Exekutivrates der Welttourismusorganisation leitete. Im Jahr 1984 war er Gesandtschaftsrat in Lima. Im Jahr 1986 war er Geschäftsträger in Algier. Im Jahr 1990 war er Geschäftsträger in Beirut, wo er am in Anerkennung seiner Verdienste am 18. Dezember 1990 zum Gesandten zweiter Klasse ernannt wurde. Am 26. August 1991 erhielt er eine Exequatur als Generalkonsul in Hongkong mit dem Amtsbereich Macau sowie der Staaten und Territorien Mikronesien. Im Jahr 1994 wurde er mit der Grande Medalha da Inconfidência, Minas Gerais ausgezeichnet. Am 30. Juli 1996 wurde er zum Botschafter in Bangkok, und Phnom Penh  und Yangon ernannt.
Im Jahr 2003 hatte er Exequatur als Generalkonsul in Sydney. Am 10. Mai 2005 war er außerordentlicher Botschafter beim Cúpula América do Sul - Países Árabes in Brasília. Im Jahr 2006 war er Botschafter in Ramallah. Von 18. März 2009 bis 12. Januar 2012 war er Botschafter in Pjöngjang.

## Veröffentlichungen
- Un Idea in Testa con la Macchina da Presa in Mano, in Cinema Libero, Porretta Terme, 1964
- Tecniche de laoro e strutture economiche del Cinema Novo, in Marzorati, Genua, 1965
- um português à deriva?, Editora IPOR, Lissabon, 1994.
- Morreu o Cinema Novo, in Jornal do Brasil, 25. November 1994.
- China, China - O Brasil e a Área Econômica Chinesa, Editora do IEA-USP, 1995
- Devolucâo de Hong Kong: perspectivas econômicas, in HKTDC, Sao Paulo, 1995
- A crise não é só asiática, in Jornal do Brasil, Rio de Janeiro, 25. April 1998.
- Resistência à exclusão e ópio tecnológico, FINCLA, Havana, 2001, 2001